# Stade Carlo-Speroni
 (avril 2025).
Si vous disposez d'ouvrages ou d'articles de référence ou si vous connaissez des sites web de qualité traitant du thème abordé ici, merci de compléter l'article en donnant les références utiles à sa vérifiabilité et en les liant à la section « Notes et références ».
Le stade Carlo-Speroni est un stade multi-sports situé à Busto Arsizio en Italie.
Il est en particulier utilisé pour le football par le club résident du Aurora Pro Patria 1919. Fondé en 1927 et d'une capacité de 4 827 places, il porte le nom du coureur de fond Carlo Speroni.